# Péninsule Tsawwassen
La péninsule Tsawwassen est une péninsule du Canada et des États-Unis, baignée par le détroit de Géorgie. Débutant en territoire canadien, au sud de Vancouver dans la province de Colombie-Britannique, l'extrémité de la péninsule se trouve aux États-Unis, dans l'État de Washington ; elle est constituée de la zone non-incorporée américaine de Point Roberts. De fait, la partie américaine est accessible depuis les États-Unis sans passer par le Canada uniquement par voie maritime ou aérienne.